# Písečná (district de Frýdek-Místek)
Pour les articles homonymes, voir Písečná.
Písečná (en polonais : Pioseczna ; en allemand : Pioseczna, de 1939 à 1945 : Pisetschna) ) est une commune du district de Frýdek-Místek, dans la région de Moravie-Silésie, en République tchèque. Sa population s'élevait à 1 027 habitants en 2021.

## Géographie
Písečná se trouve à 2 km à l'est du centre de Jablunkov, à 33 km au sud-sud-est de Frýdek-Místek, à 47 km au sud-est d'Ostrava et à 318 km à l'est-sud-est de Prague.
La commune est limitée par Jablunkov au sud, à l'ouest et au nord, et par Písek à l'ouest.

## Histoire
La première mention écrite de la localité date de 1446.

## Transports
Par la route, Písečná se trouve à 16 km de Třinec, à 39 km de Frýdek-Místek, à 60 km d'Ostrava et à 400 km de Prague.